# Changwon Gymnasium
Changwon Gymnasium (kor. 창원실내체육관) – hala sportowa znajdująca się w mieście Changwon, w Korei Południowej. W hali tej swoje mecze rozgrywa drużyna koszykarska Changwon LG Sakers. Obiekt posiada 3 poziomy stałych trybun, które mają 4874 miejsc siedzących, a także 955 miejsc na trybunach wysuwanych, umieszczanych na poziomie parkietu.
Sporadycznie występuje również pod nazwą Changwon Arena.